# 达佛涅

阿波罗和达佛涅，提埃坡罗作，现藏卢浮宫

达佛涅（古希腊语：Δάφνη，字面意思为“月桂树”）希腊神话中的一个宁芙。

## 简介
根据神话，达佛涅是忒萨利亚地区的河神珀纽斯的女儿，母亲为水泽神女克瑞乌萨（一说为大地女神该亚）。其他说法则认为她的父亲是阿耳卡狄亚地区的河神拉冬。厄莱亚的费拉耳科斯和西西里的狄俄多洛斯则又说她是阿米克拉斯的女儿。
有关达佛涅的神话主要是阿波罗追求她的故事。达佛涅曾发誓要像狩猎女神阿耳忒弥斯一样永保童贞。但阿波罗却对达佛涅非常着迷，疯狂地追求她。奥维德解释说，阿波罗迷恋达佛涅的原因是爱神厄罗斯的报复，因为阿波罗曾嘲笑厄罗斯的箭术。达佛涅苦于阿波罗的追逐，无奈之下向众神求助，众神（一说为其父珀纽斯）于是把她变成了一株月桂树。达佛涅变成月桂树后，阿波罗拥抱了这棵树，从此月桂树就成了阿波罗的圣树。
另一则有关达佛涅的神话为：厄利斯地区的庇萨国国王俄诺玛俄斯的儿子琉喀浦斯爱上了达佛涅。琉喀浦斯化装成一名叫奥埃诺的少女，请求和达佛涅一同去狩猎，获得同意后便和达佛涅厮混在一起。阿波罗发现此事后非常嫉妒，遂使达佛涅的其他同伴们剥光了琉喀浦斯的衣服。琉喀浦斯在其男儿身曝光后被活活打死。
一些神话学家分析说，达佛涅可能是源自前希腊时代的古老植物神，在奥林波斯神系向全希腊扩张的过程中失去了独立性，于是成了阿波罗的附属物。阿波罗追求达佛涅的神话就是为了调和奥林波斯神对地方神祇的兼并而产生的。月桂在古希腊普遍具有宗教意义。在德尔斐，人们把月桂叶编成的冠冕奖给皮提亚竞技会中的优胜者，以及在文艺领域有成就的人，这就是“桂冠”一词的由来。一些文献指出月桂树本身也具有预言的神通。忒拜曾有达佛涅节，在该节日中，人人手拿月桂枝。
阿波罗追求达佛涅的神话是艺术作品中常见的主题。描述这一主题的著名作品有：普桑的油画阿波罗和达佛涅，贝尼尼的大理石雕塑阿波罗和达佛涅，提埃坡罗的油画阿波罗和达佛涅，等等。理查德·施特劳斯根据该神话创作过独幕话剧《达佛涅》。

## 资料来源
- 《神话辞典》，（苏联）M·H·鲍特文尼克等，统一书号：2017·304
- 《世界神话辞典》，辽宁人民出版社，ISBN 7-205-00960-X
- 《古希腊罗马神话鉴赏辞典》，吉林出版社，ISBN 7-206-04846-3